# Germane Mgalobliszwili
Germane Mgalobliszwili (gruz. გერმანე მგალობლიშვილი, ur. 1884, zm. 1937) – radziecki i gruziński polityk, przewodniczący Rady Komisarzy Ludowych Gruzińskiej SRR w latach 1931-1937.
Od 1921 członek RKP(b), w drugiej połowie lat 20. był ludowym komisarzem finansów Gruzińskiej SRR, od 20 listopada 1930 do 13 października 1931 kandydatem na członka Biura Politycznego KC Komunistycznej Partii (bolszewików) Gruzji. Od 22 września 1931 do lipca 1937 przewodniczący Rady Komisarzy Ludowych Gruzińskiej SRR. Następnie aresztowany, zmarł lub został zgładzony w 1937.